# آنا ریچا
آنا ریچا (انگلیسی: Ana Richa) بازیکن بازنشسته والیبال سالنی و ساحلی اهل برزیل است.